# Хевсурети
Хевсурети (Хевсуретия, Хевсурия, груз. ხევსურეთი от груз. ხევი — ущелье) — историческая область на северо-востоке Грузии. Население Хевсурети — хевсуры — этнографическая группа грузин, традиционно жившая в высокогорных обществах, в которых не было классового различия. 
Наиболее важными объектами в Хевсурети являются деревни Шатили и Муцо, со средневековыми крепостями, а также крепости Хахмати, Ахиели и Лебаис Кари.

## История
В Средние века и феодальный период хевсуры были освобождены от каких-либо налогов, однако были обязаны охранять северные границы Грузии. Во время нашествий на Картли и Кахети хевсуры посылали войско в поддержку царей Картли и Кахети. Хевсуры сыграли важную роль в Кахетинском восстании 1659–1660 годов.
В 1876 году известный немецкий путешественник Густав Радде, побывав в Хевсурети, написал книгу «Chewsuren und ihr Land» (Kassel, 1878), которая представила Хевсурети западному читателю. В 1881 году перевод на русский язык был издан в Записках Кавказского отдела Императорского русского географического общества под названием «Хевсурия и хевсуры (Опыт монографии). Описание путешествия, совершённого летом 1876 года д-ром Густавом Радде, директором Кавказского музея и Публичной библиотеки в Тифлисе». 

## Население

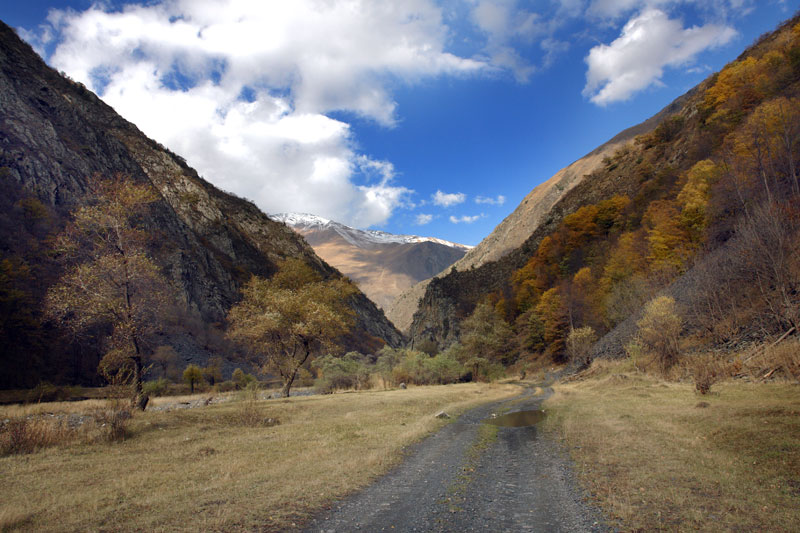
Дорога в Хевсурети

Несмотря на то, что хевсуры исповедуют христианство и являются прихожанами грузинской церкви, важную роль в жизни хевсуров играют архаичные дохристианские традиции. 
Антропологически хевсуры выше среднего роста, мезокефалы с голубыми, порой серо-зелёными глазами и светло-русыми волосами.
Основные занятия хевсуров — разведение крупного рогатого скота, овцеводство и земледелие: возделывание злаковых культур.
Хевсуры мастерски обрабатывают шерсть: ткут ткани и вяжут носки. Кроме того развиты ремёсла вышивки, резьбы по дереву, златокузнечество.
В 1950-е годы хевсуров принудительно переселяли на равнины, в результате чего многие высокогорные деревни опустели.
Существует основанная на записях российского этнографа Арнольда Зиссермана гипотеза, согласно которой хевсуры — потомки западноевропейских крестоносцев, осевших в этих краях и подвергшихся сильному грузинскому влиянию. О тесных контактах грузин с западными крестоносцами в XII—XIII вв. существует множество свидетельств; материальная, социальная и религиозная культура хевсуров действительно сильно напоминает средневековую западноевропейскую: даже в XX веке мужчины-хевсуры носили кольчуги и прямые мечи, их одежда, а также флаги были украшены крестами, себя же сами они считали постоянными членами священной армии грузинских царей.
Анаторийская усыпальница (могильники): даже в недавнем прошлом неизлечимо больные хевсуры покидали свои семьи и здесь дожидались своего конца. 
Именно из Хевсурети берет начало одна из красивейших традиций: если женщина бросает головной платок между сражающимися мужчинами, схватка незамедлительно прекращается.

## Галерея

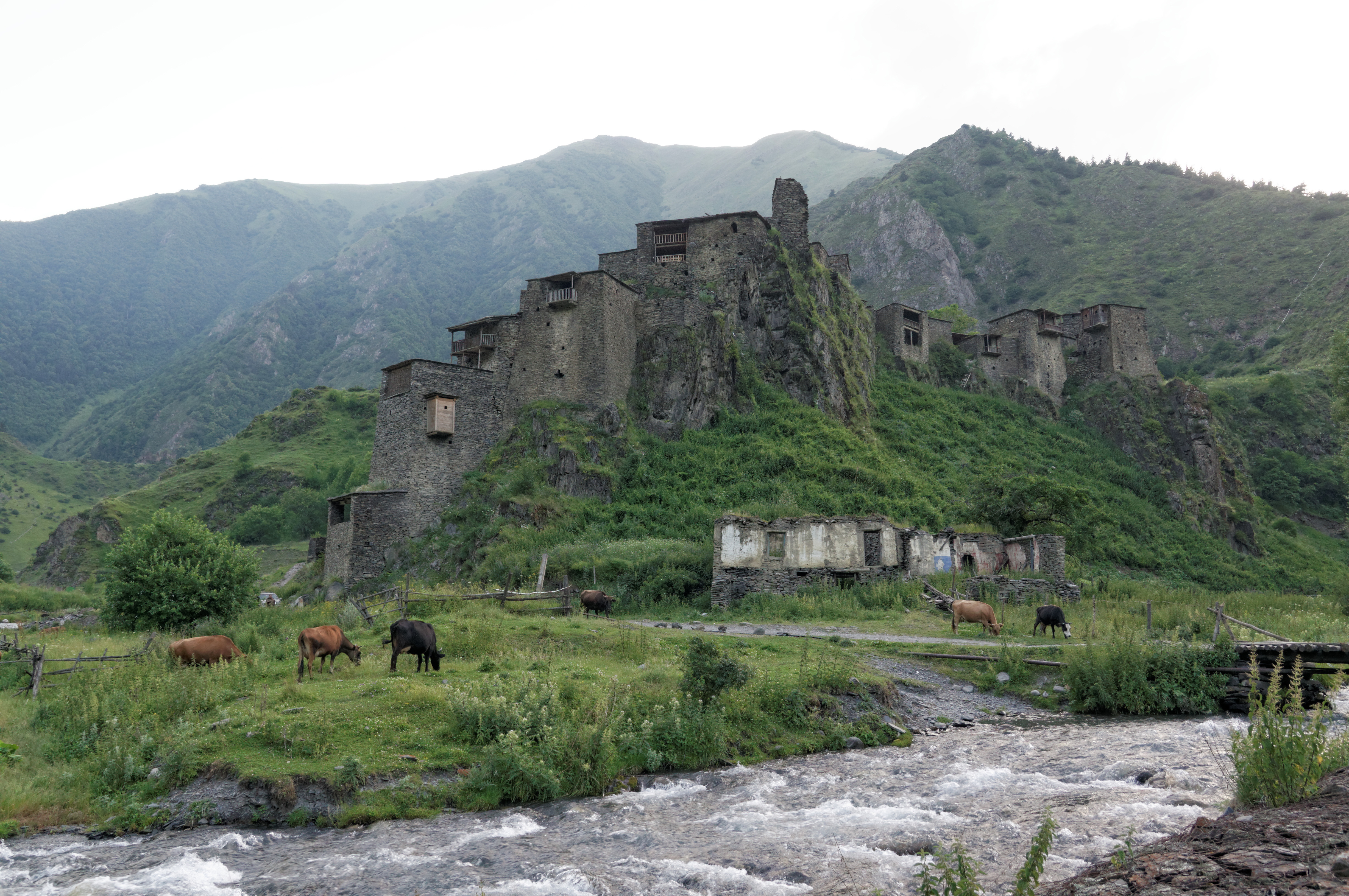
Крепость в деревне Шатили
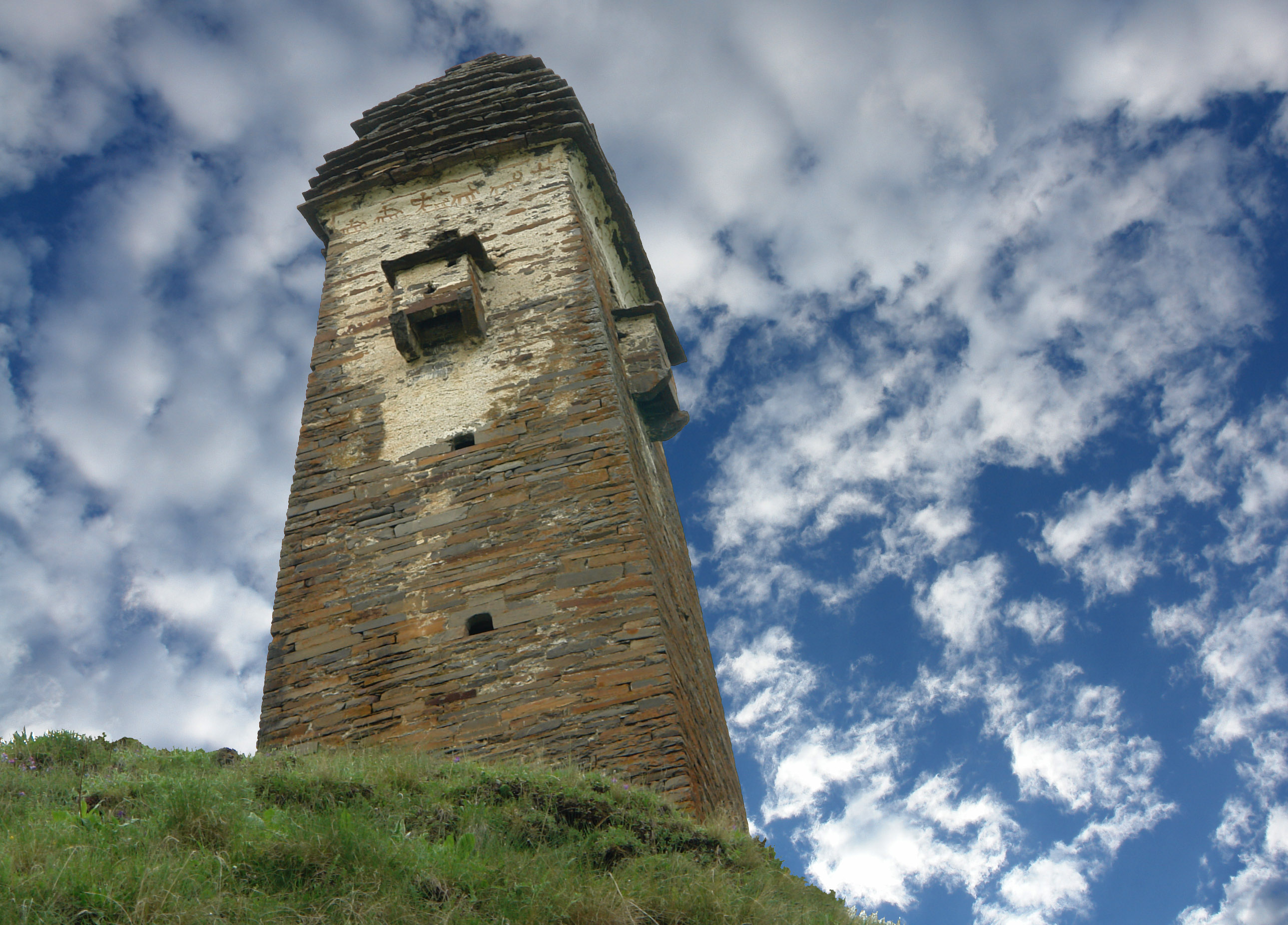
Лебаис Кари
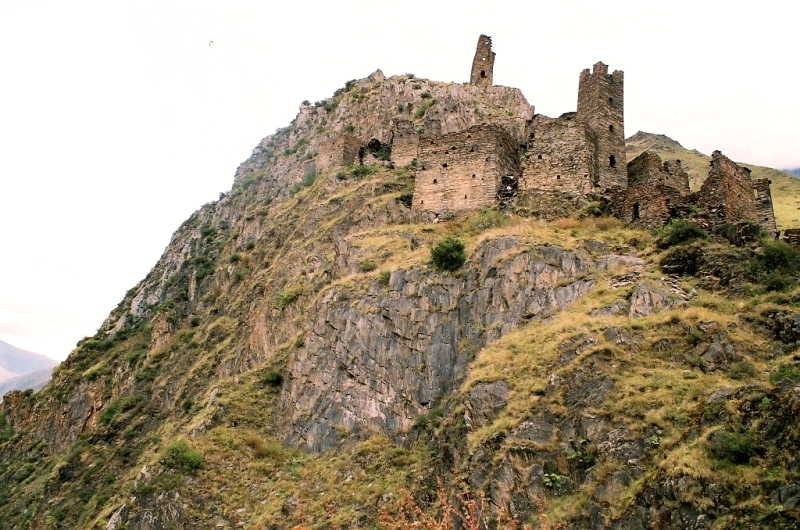
Муцо
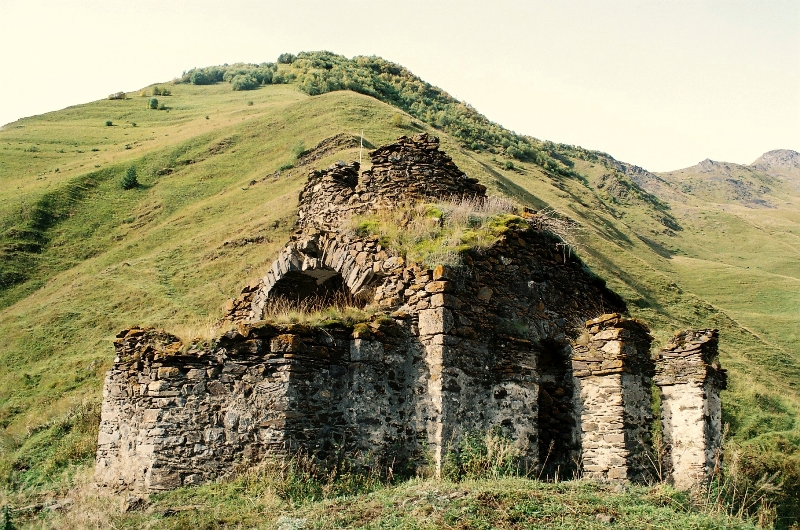
Церковь в Ардоти
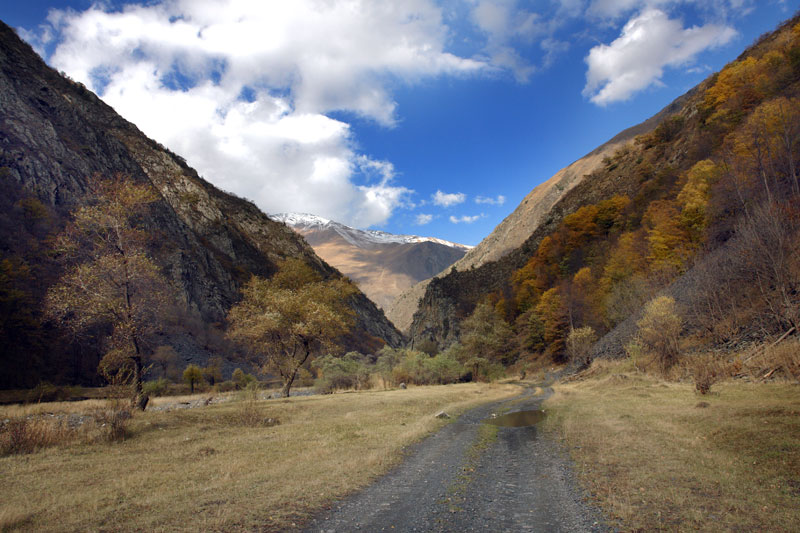
Муцосчала